# ميسايل باسترانا بوريرو
ميسايل باسترانا بوريرو (بالإسبانية: Misael Eduardo Pastrana Borrero) (و. 1923 – 1997 م) هو دبلوماسي، وبروفيسور (أستاذ جامعي)، ومحام من كولومبيا .

## روابط خارجية
- ميسايل باسترانا بوريرو على موقع مونزينجر (الألمانية)